# Luchthaven Saül
De Luchthaven Saül (Frans: Aérodrome de Saül) is een vliegveld in Saül, Frans-Guyana. Het dorp bevindt zich midden in het tropische regenwoud omringd door bergen, en kan alleen via het vliegveld worden bereikt.
De non-directional beacon SU bevindt zich bij het vliegveld. De baan is van gravel en is 1.142 meter lang.

## Reguliere vluchten
Op het vliegveld wordt gevlogen door Air Guyane met als bestemmingen Cayenne-Félix Eboué en Maripasoula. In 2022 waren er één of twee dagelijkse vluchten naar Cayenne.